# Nine Stones (Winterbourne Abbas)

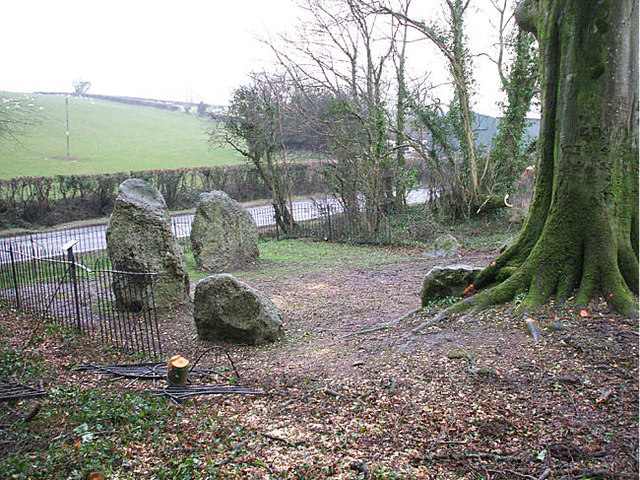
Der Eingang von Nine Stones

Die Nine Stones von „Winterbourne Abbas“ (auch Nine Ladies oder The Devil’s Nine Stones genannt) sind ein ovaler Steinkreis an der A35 (Straße), acht Kilometer westlich von Dorchester, in Dorset in England. 
Nicht zu verwechseln mit Nine Stanes (auch „Garrol wood“ oder „Mulloch wood“ genannt) in Kincardineshire oder Ninestane Rig beide in Schottland oder Nine Stones (Belstone) in Devon  bzw. Nine Stones (Altarnun) in Cornwall.
Der Kreis von Winterbourne Abbas ist ein kleiner Kreis von etwa 9,0 auf 7,8 m Durchmesser. Er besteht aus sieben, weniger als einen Meter hohen Steinen und dem Eingang an der Nordwestseite, der von zwei größeren Steinen flankiert wird. Der eine ist eine schlanke über zwei Meter hohe Säule. Der andere ist ein etwa quadratischer rund 1,8 m hoher Block. Die beiden kleinsten Steine im Kreis stehen gegenüber dem Eingang. 
Der Antiquar John Aubrey beschrieb im 17. Jahrhundert einen weiteren Kreis, etwa 800 m westlich, der zerstört worden ist. Ein umgefallener zwei Meter langer Stein, der als „Broad Stein“ bekannt ist, liegt halb vergraben neben der Straße.